# Prag (película de 2006)
Prag es una película dramática danesa de 2006 escrita y dirigida por Ole Christian Madsen y protagonizada por Mads Mikkelsen, Stine Stengade y Jana Plodková.

## Trama
El matrimonio formado por Christoffer y Maja viaja a Praga para recuperar el cadáver del padre de Christoffer, muerto recientemente. Una vez en la ciudad, Christoffer visita la morgue del hospital. Alejado de su padre desde la infancia, observa el cadáver desapasionadamente y se va con una caja que contiene algunas pertenencias. Para sorpresa de Christoffer, un abogado contacta con él para hablarle del patrimonio de su padre. El abogado resulta ser amigo y amante del fallecido. Al regresar al hotel, espeta a Maja que conoce su infidelidad. Ella lo confiesa, pero no ha perdido el amor por su marido, quien, según afirma, se ha distanciado de ella. Por el abogado, Christoffer se entera de que la mayor parte de los bienes de su padre están destinados a pagar deudas pendientes, pero que él ha heredado una casa libre de gravámenes. Cuando va a visitar la casa que ha heredado conoce a una bella joven, Alena, que vive allí con una hija y trabaja como cantante de un club nocturno . Pronto establecen una relación, a pesar de que ella sólo habla checo mientras que él se limita al danés y al inglés. Ella no puede responder a su pregunta sobre exactamente en qué negocio se dedicaba su padre. Poco después, el abogado le informa que su padre regentaba "una agencia de citas para homosexuales mayores". A medida que surgen otros secretos, aumentan las tensiones en los distintos personajes y relaciones, y se resuelven en una conclusión conmovedora.

## Reparto
- Mads Mikkelsen : Christoffer
- Stine Stengade : Maja
- Jana Plodková : Alena
- Bořivoj Navrátil : abogado